# 野鳥
野鳥（やちょう）とは、家禽やペットなどの人に飼われるものを除いた鳥の総称。
「野生の鳥」の意味で、野山に棲む鳥はもちろん、水鳥や海鳥も含まれる。身近すぎてあまり意識しにくいが、スズメやカラスなどの鳥も飼育下にないという意味では野鳥に入る。
"Wild Bird"に対応する語として、中西悟堂が「野鳥」の言葉を造語した。
日本鳥学会の鳥類目録では「自然分布種」と「外来種」を分けて掲載している。一方、中西悟堂が創立した日本野鳥の会の「フィールドガイド日本の野鳥」では「野生状態で記録された鳥」を掲載しているが掲載対象は「自然分布種」であり、外来種などの「野生化した飼鳥」（ドバトなど）は、それとは別に扱っている。このように「野鳥」の定義は定まっていない。つまり野山で観察されても、それは（狭義の）「野鳥」（つまり在来種）とは限らない。

## 分類
一年中その土地にとどまっているものを「留鳥（りゅうちょう）」、その土地に春に来て夏を過ごす「夏鳥」、秋に来て冬を過ごす「冬鳥」、渡りの途中で日本を通過していく際に見られる「旅鳥」、台風や悪天候などの影響で迷い込んだ鳥「迷鳥（めいちょう）」などがある。

### 地域別野鳥一覧
8つの生物地理区（Ecozone）および、区内の地域の野鳥一覧。
| 生物地理区       | 地域の野鳥一覧 |
| ---------------- | --- |
| 旧北区           | 日本の野鳥一覧・韓国の野鳥一覧・中国の野鳥一覧・チベットの野鳥一覧・モンゴルの野鳥一覧・ヨーロッパの野鳥一覧・イギリスの野鳥一覧・ロシアの野鳥一覧・アフリカ北部の野鳥一覧                                   |
| 新北区           | 北米の野鳥一覧・米国の野鳥一覧・カナダの野鳥一覧・アラスカの野鳥一覧・ニューヨークの野鳥一覧・メキシコの野鳥一覧                                                                                             |
| 東洋区           | インド亜大陸の野鳥一覧・スリランカの野鳥一覧・中東の野鳥一覧・台湾の野鳥一覧・フィリピンの野鳥一覧・タイの野鳥一覧・ベトナムの野鳥一覧・インドネシアの野鳥一覧・ボルネオの野鳥一覧                           |
| エチオピア区     | アフリカの野鳥一覧・アフリカ東部の野鳥一覧・アフリカ西部の野鳥一覧・アフリカ南部の野鳥一覧・マダガスカルの野鳥一覧                                                                                           |
| 新熱帯区         | 南米の野鳥一覧・コロンビアの野鳥一覧・ブラジルの野鳥一覧・アルゼンチンの野鳥一覧・コスタリカの野鳥一覧・ペルーの野鳥一覧・チリの野鳥一覧・ガラパゴス諸島の野鳥一覧・キューバの野鳥一覧・ジャマイカの野鳥一覧 |
| オーストラリア区 | オーストラリアの野鳥一覧・ニュージーランドの野鳥一覧 |
| オセアニア区     | ハワイの野鳥一覧・ミクロネシアの野鳥一覧・パプアニューギニアの野鳥一覧・ソロモン諸島の野鳥一覧 |
| 南極区           | 南極大陸の野鳥一覧・南極海の野鳥一覧 |

### 他の鳥類関連項目
- シブリー・アールキスト鳥類分類
- Clements鳥類分類
- 環境省の鳥類レッドリスト
- 鳥類用語
- 鳥類の雑種（英語版） ‐　野生での例も多く報告されているが、飼育鳥類の雑種（英語版）（マガモとアヒルの合鴨など）も存在。
- 鳥類の体の構造
- 鶏肉
- 潜水性鳥類（英語版）、樹洞営巣性鳥類
- 鳥類の一覧（英語版）（カテゴリ:鳥類古典分類）
- 鳥類の一覧の一覧 (地域別)（英語版）（カテゴリ:地域別野鳥一覧）
- 鳥類学者の一覧（英語版）（カテゴリ:鳥類学者）
- Bird Names for Birds（英語版） - 人の名前にちなんだ名前の鳥を別の名前に変えようという2020年に始まったムーブメント。
- 日本野鳥の会（公式ページ）
- 日本鳥類保護連盟（公式ページ）
- 山階鳥類研究所（公式ページ）
- 日本鳥学会（公式ページ）